# Teorema di Mihăilescu
In teoria dei numeri, il teorema di Mihăilescu è la soluzione di un problema prima chiamato congettura di Catalan perché proposto dal matematico Eugène Charles Catalan nel 1844. La congettura è stata dimostrata nell'aprile del 2002 dal matematico romeno Preda Mihăilescu, pertanto oggi rappresenta un teorema.
Per comprendere il problema, si osservi che {\displaystyle 2^{3}=8} e {\displaystyle 3^{2}=9} sono due potenze consecutive di numeri naturali. Il teorema di Mihăilescu afferma che questo è l'unico caso di due potenze consecutive.
In altre parole, il teorema afferma che l'unica soluzione dell'equazione diofantea:
{\displaystyle x^{a}-y^{b}=1}
per {\displaystyle x}, {\displaystyle a}, {\displaystyle y}, {\displaystyle b>1} sia {\displaystyle x=3}, {\displaystyle a=2}, {\displaystyle y=2}, {\displaystyle b=3}.
Sebbene una soluzione è data da {\displaystyle x=b=3} e {\displaystyle y=a=2}, si presti attenzione che l'equazione:
{\displaystyle x^{y}-y^{x}=1}
non è l'equazione della congettura di Catalan; anche un caso in cui i numeri non fossero ripetuti sarebbe un controesempio della congettura.
Prima ancora che Catalan proponesse il problema, era già stato dimostrato da Eulero circa un secolo prima che:
{\displaystyle x^{2}-y^{3}=\pm 1}
ha come uniche soluzioni {\displaystyle x=3}, {\displaystyle y=2}.
Pochi anni dopo V. A. Lebesgue dimostrò che l'equazione {\displaystyle x^{a}-y^{2}=1} non ha soluzioni per {\displaystyle x}, a, {\displaystyle y} interi e {\displaystyle a>1}. Nel 1965 Ke Zhao dimostrò che l'equazione {\displaystyle x^{2}-y^{b}=1} è impossibile in numeri interi positivi, eccettuata la semplice soluzione {\displaystyle 3^{2}-2^{3}=1}. La combinazione di questi due risultati consentì di ridurre il problema al caso di {\displaystyle a}, {\displaystyle b} numeri primi dispari. Altri importanti passi avanti furono compiuti da Cassels, Tijdeman (vedi il teorema di Tijdeman) ed Inkeri.
La congettura di Catalan fu finalmente dimostrata da Preda Mihăilescu nell'aprile 2002, dopo che lo stesso aveva compiuto degli importanti progressi già nel 1999. La dimostrazione fu verificata da Yuri Bilu e fu pubblicata nel 2004 nel Journal für die reine und angewandte Mathematik. Essa fa un largo uso della teoria dei campi ciclotomici e dei moduli di Galois.